# Alima Boumediene-Thiery
Pour les articles homonymes, voir Boumediene et Thiery.
Alima Boumediene-Thiery, née le 24 juillet 1956, est une femme politique française, membre des Verts puis d'Europe Écologie Les Verts, et depuis 2014 du mouvement Ensemble !.

## Biographie
Issue d'une famille maghrébine, Alima Boumediene-Thiery est née le 24 juillet 1956 à Argenteuil. Elle vit en banlieue parisienne.
Avant la politique, elle a milité dans des associations. En 1985, elle fonde l'EMAF (Expression maghrébine au féminin). Au début des années 1990, elle anime l'émission Féminin Pluriel sur la radio associative Radio France Maghreb, et tente sans succès d'obtenir une fréquence autonome pour son association (1992).
En 1995, elle est élue à Argenteuil, à l’occasion des élections municipales, sans étiquette politique, sur une liste de gauche plurielle. En 1998, elle rejoint Les Verts. De 1999 à mars 2004, elle est députée européenne. Alima Boumediene-Thiery cherche à faire reconnaître une définition de la citoyenneté européenne donnant l’égalité des droits, dont les droits politiques, à tous les résidents d’Europe quelle que soit leur nationalité.
Candidate aux élections européennes de juin 2004 sur la liste des Verts en Île-de-France en seconde position derrière Alain Lipietz, elle n'est pas élue. Le 26 septembre 2004, elle est élue sénatrice (pour Les Verts) sur la liste d’union de la gauche de Paris.
Alima Boumediene-Thiery participe à une action de boycott des produits israéliens dans un supermarché de Montigny-lès-Cormeilles, le 30 juin 2010. Elle est mise en examen pour « incitation à la discrimination en raison de l'appartenance à une nation ». Elle reçoit de nombreux soutiens : celui de parlementaires algériens, celui de Juifs de l'UJFP, de l’AMF (Association des Marocains de France). Alima Boumediene-Thiery est la seule personnalité politique à s'être exprimée publiquement sur l'affaire Saïd Bourarach. Au titre d'ancienne sénatrice (EELV) Alima Boumediene-Thiéry avait demandé une inscription au barreau du Val-d'Oise qui lui a été refusée. Elle a exercé un recours en justice contre ce refus, qu'elle a gagné.
Elle rejoint le parti Ensemble ! en 2014.

## Polémique
Le 26 mai 2011 elle écrit au ministre de l’Éducation, Luc Chatel, pour lui demander d’intervenir en faveur de son fils dont la demande de placement en internat dans un collège public sur Paris a été rejetée selon des « critères sociaux ». « Avis négatif de l’assistante sociale » regrette Alima Boumediene-Thiery dans son courrier où elle s’emploie à expliquer qu’une sénatrice, dans sa situation, a besoin de l’aide de l’État pour s’en sortir. « Je reverse chaque mois 1 200 euros au parti politique auquel j’appartiens, je paie également un crédit immobilier à hauteur de 1 500 euros (…) In fine, je dois vivre avec près de 2 000 euros ».
Le salaire net d’un sénateur s’élève à 5 400 euros par mois et Mme Thiery ne mentionne pas qu’elle bénéficie de 6 240 euros de frais de mandat non imposables, hors dépenses de taxis prises en charge par le Sénat,.
Candidate dissidente dans le Val-d'Oise, en congé d'Europe Écologie, elle est battue en obtenant 4 % des voix le 25 septembre 2011.